# Harte Worte

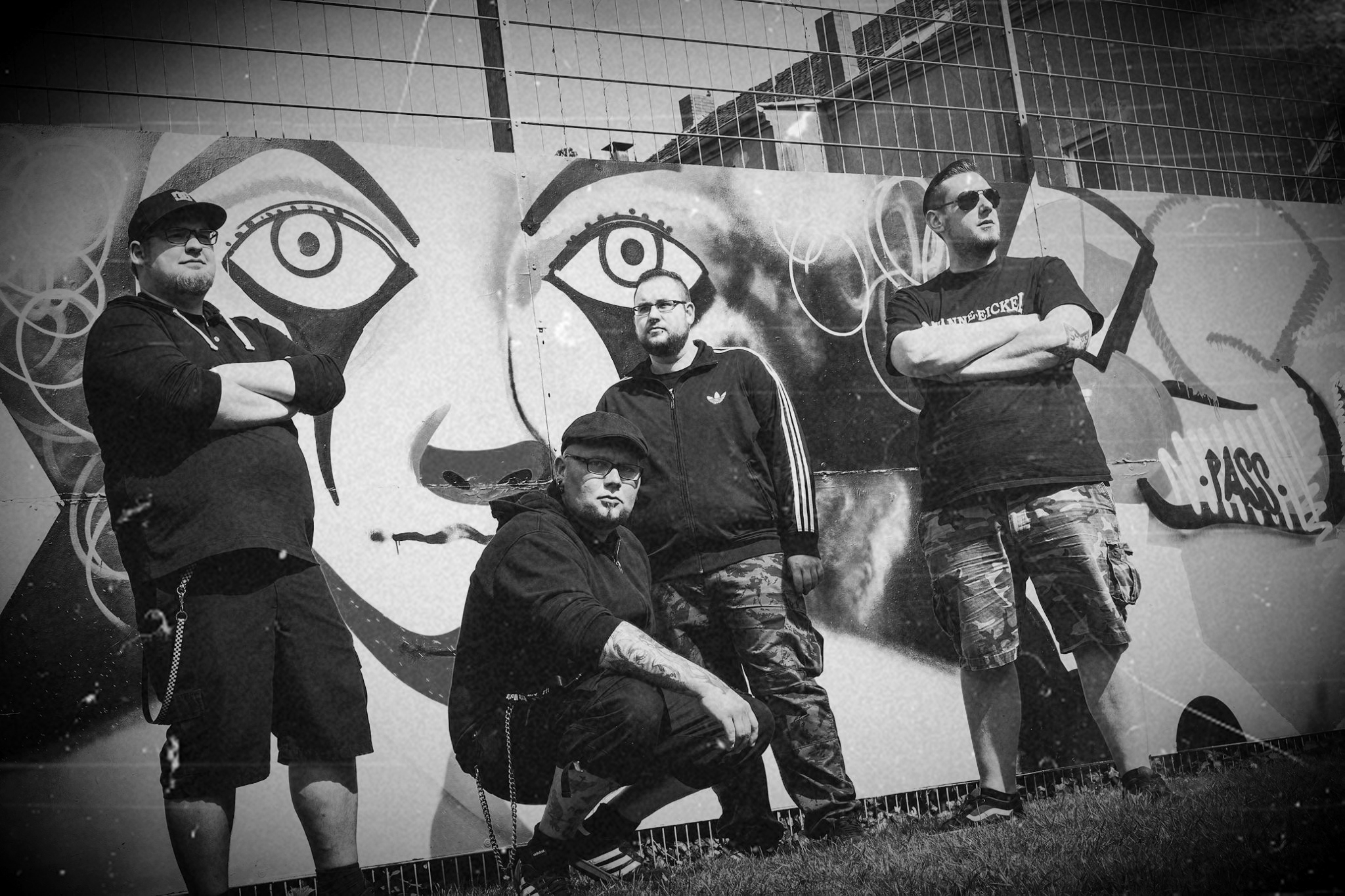
Harte Worte (2015)

Harte Worte ist eine deutsche Punkrock-Band aus Essen.

## Geschichte
Die Oi!/Punk-Band Harte Worte wurde 2008 von den zwei Brüdern Thiemo und Marco gegründet. Was eigentlich ein „Kellerprojekt“ war, entwickelte sich ziemlich schnell zu einer fest etablierten Punkrock-Band. 2009 wurde die Band von Drummer Marco K. ergänzt. Aus familiären Gründen musste er allerdings die Band verlassen. 2015 kam daher Fetzo als Drummer in die Band. Die Position am Bass wechselte häufig. Dirk „Schluppi“ (Crossplane), Natalie (ehemals Infiziert, danach bei N-SANE) und Markus (Frontmann von Curb Stomp) teilten sich den Bass im Laufe der Jahre. Durch die vergebliche Suche nach einem festen Bandmitglied legte Harte Worte 2012 eine einjährige Pause ein. Bei dem Versuch, die Band wieder zu erwecken, überzeugte 2013 Mario am Bass und ist seitdem festes Mitglied von Harte Worte.
Seit Dezember 2015 sind Harte Worte ein festes Mitglied der Sunny-Bastards-Familie.
Im gleichen Monat veröffentlichten die vier Musiker ihr erstes Musikvideo mit dem Song Das hat mit Freiheit nichts zu tun und kurze Zeit später die Hymne zum Essener Szeneclub, Don’t Panic Club. Im März 2016 erschien das dazugehörige Album retro in via. Nach ein paar Konzerten gingen Harte Worte wieder ins Studio, um den Nachfolger So wie ihr uns kennt!? einzuspielen. Das neue Album erschien am 19. Januar 2018 und erreichte Platz 82 der deutschen Album-Charts.

## Diskografie
| Jahr | Veröffentlichung       | Medium               | Label                  |
| ---- | ---------------------- | -------------------- | ---------------------- |
| 2011 | Hassgesang             | CD                   |                        |
| 2012 | extrem unangenehm      | CD                   | Eigenproduktion        |
| 2016 | Retro in Via           | CD, LP, MP3-Download | Sunny Bastards Records |
| 2018 | So wie ihr uns kennt!? | CD, LP, MP3-Download | Sunny Bastards Records |